# Ottó Prouza
Ottó Prouza (* 13. Juni 1933 in Salgótarján; † 15. Oktober 2021 in Budapest) war ein ungarischer Volleyballspieler.
Prouza wurde 1963 mit der ungarischen Nationalmannschaft Vize-Europameister und belegte bei den Olympischen Sommerspielen 1964 den sechsten Platz. Insgesamt absolvierte Prouza 154 Spiele für die Nationalmannschaft Ungarns.
Auf Vereinsebene spielte er für Salgótarjáni SE sowie für Vasas Budapest und den Csepel SC. Prouza gewann sieben ungarische Meistertitel und wurde acht Mal Pokalsieger. 1973 erreichte er mit Csepel das Finale des Europapokals der Pokalsieger, wo sich das Team Swesda Woroschilowgrad aus der Sowjetunion geschlagen geben musste.
Nach seiner aktiven Karriere war Prouza über 30 Jahre als Trainer tätig. Zu seinen Vereinen zählten Ganz-MÁVAG SE, der Csepel SC, Malév SC und Komplex SE.